# Если свекровь — монстр
«Е́сли свекро́вь — монстр» (англ. Monster-in-Law) — фильм режиссёра Роберта Лукетича.

## Сюжет
После долгих лет поисков Чарли, наконец, находит мужчину своей мечты — Кевина, но тут же обнаруживает, что его мать Виола — настоящий кошмар. У Виолы плохой период в жизни, ведь её заменили на любимом ток-шоу, а потом настиг нервный срыв. А тут ещё любимый сын нашёл себе очередную девушку, и у них скоро свадьба. Как же и здесь остаться равнодушной, если единственный ребёнок ускользает от тебя? Ей нужно во что бы то ни стало отпугнуть будущую невестку от сына, а то и расстроить свадьбу. Для этого все средства хороши, даже бывшая жена Кевина. Но и Чарли так просто не сдаётся. Хотя… монстра из Виолы сделала своим примером её собственная свекровь Гертруда, в свое время так же третировавшая невестку. Может, Чарли таким образом увидит в Виоле своё отражение, и две женщины всё-таки смогут найти общий язык?

## В ролях
| Актёр           | Роль                                                        |
| --------------- | ----------------------------------------------------------- |
| Дженнифер Лопес | Шарлотта «Чарли» Кантилини ; невеста Кевина; невестка Виолы |
| Джейн Фонда     | Виола Филдс ; мать Кевина; свекровь «Чарли»                 |
| Майкл Вартан    | доктор Кевин Филдс ; сын Виолы; жених «Чарли»               |
| Ванда Сайкс     | Руби ; ассистентка и подружка Виолы                         |
| Адам Скотт      | Реми                                                        |
| Моне Мазур      | Фиона                                                       |
| Энни Пэррис     | Морган                                                      |
| Уилл Арнетт     | Кит                                                         |
| Элейн Стритч    | Гертруда ; свекровь Виолы; бабушка Кевина                   |
| Стивен Данам    | доктор Пол Чемберлейн                                       |

## Съёмочная группа
- Режиссёр — Роберт Лукетич
- Продюсер — Крис Бендер, Ричард Бренер, Тоби Эммерих
- Сценарист — Аня Кочеф
- Оператор — Рассел Карпентер
- Композитор — Дэвид Ньюман, Рози
- Монтаж — Скотт Хилл, Кевин Тент
- Подбор актёров — Ронна Кресс
- Художники-постановщики — Джеймс Ф. Труисдейл
- Декоратор — Мисси Стюарт
- Художник по костюмам — Ким Барретт

## Награды
Teen Choice Award, 2005 год
Номинации (6):
- Лучшее свидание
- Лучшая комедийная актриса (Дженнифер Лопес)
- Лучшая «химия» между актерами (Дженнифер Лопес и Джейн Фонда)
- Hissy Fit (Джейн Фонда)
- Лучший врун (Джейн Фонда)
- Самый отвратительный персонаж (Джейн Фонда)

BET Comedy Award, 2005 год
Победитель (1):
- Лучшая актриса в театральном фильме (Ванда Сайкс)

Golden Trailer Awards, 2005 год
Номинации (1):
- Лучшая комедия

Black Reel Awards, 2006 год
Номинации (1):
- Лучшая женская роль второго плана (Ванда Сайкс)

Золотая малина, 2006 год
Номинации (1):
- Худшая женская роль (Дженнифер Лопес)

Золотая малина, 2010 год
Номинация (1):
- Худшая актриса десятилетия (Дженнифер Лопес), так как номинирована на Золотую малину 9 раз и 2 из них выиграла